# Andelot-Blancheville
Andelot-Blancheville település Franciaországban, Haute-Marne megyében. Lakosainak száma 831 fő (2022. január 1.). Andelot-Blancheville Ecot-la-Combe, Rimaucourt, Rochefort-sur-la-Côte, Signéville, Viéville, Vignes-la-Côte, Roches-Bettaincourt, Bologne, Bourdons-sur-Rognon, Briaucourt, Chantraines és Cirey-lès-Mareilles községekkel határos.

## Népesség
A település népességének változása:
| Lakosok száma | 874  | 1044 | 1024 | 944  | 882  | 879  | 870  | 867  | 867  | 831  |
|               | 1968 | 1982 | 1990 | 2006 | 2013 | 2015 | 2017 | 2019 | 2020 | 2022 |